# Pierre Coquelin de Lisle
Pierre Coquelin de Lisle (n. 19 iulie 1900, Lille, Franța – d. 22 iulie 1980, Ivry-sur-Seine, Île-de-France, Franța) a fost un trăgător de tir ce a reprezentat Franța, medaliat olimpic. A participat la o ediție a Jocurilor Olimpice (1924) în care a câștigat o medalie de aur.

## Participări
Lista de mai jos prezintă principalele competiții la care a participat Pierre Coquelin de Lisle de-a lungul carierei.
- shooting at the 1924 Summer Olympics – men's 50 metre rifle, prone[*]